# Galerías Preciados

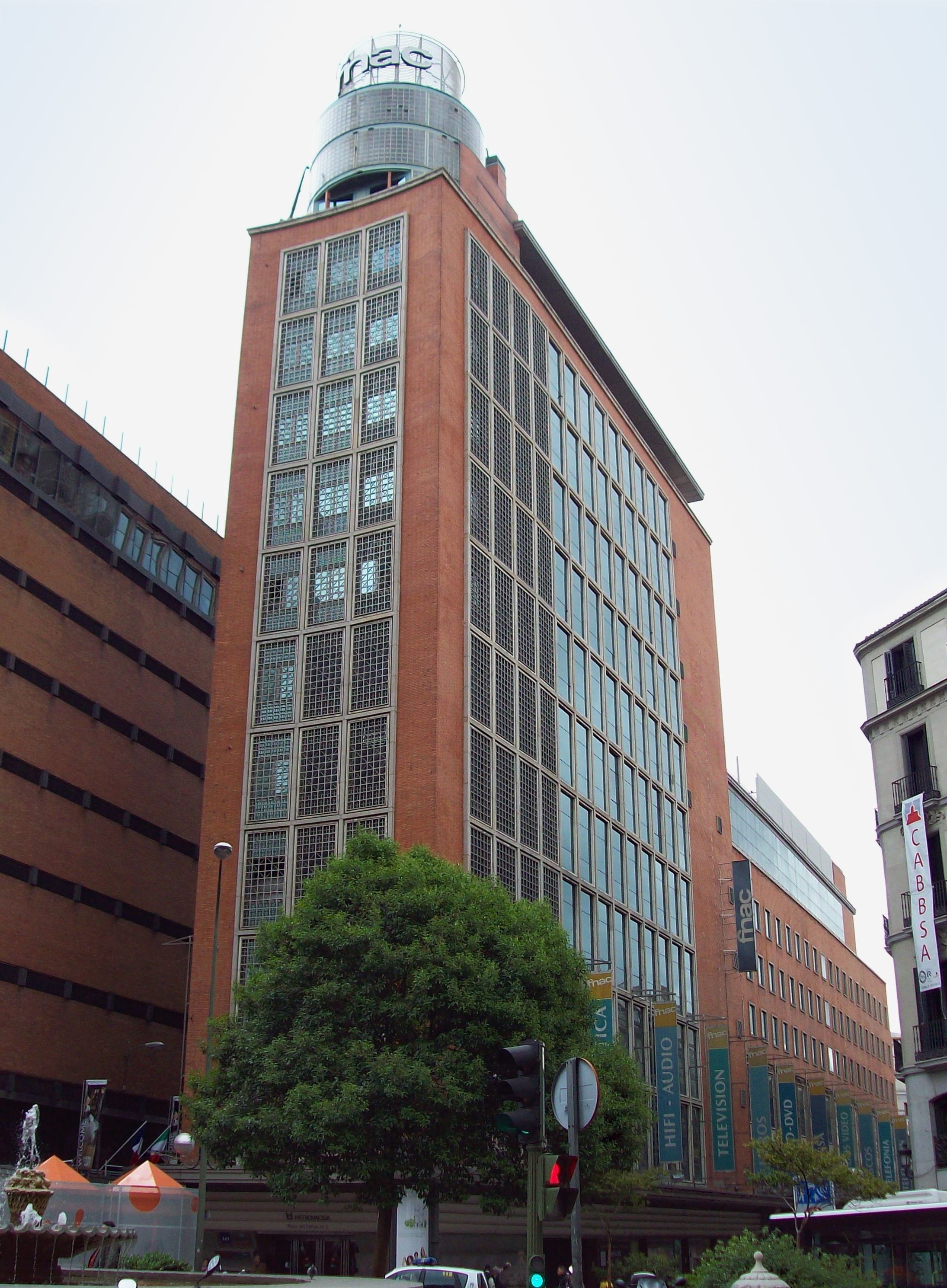
Primer centre de Galerías, al Carrer preciados. En 1993 va ser venut a Fnac.

Galerías Preciados va ser una cadena de grans magatzems espanyola, fundada el 1943 per Pepín Fernández i desapareguda el 24 de novembre de 1995 després de declarar-se en suspensió de pagaments i ser adquirida pel seu competidor El Corte Inglés.

## Història
La cadena va prendre el nom del Carrer Preciados de Madrid, on estava ubicat el primer centre de la cadena. Era una ampliació de la «casa mare» Sederías Carretas, fundada per Pepín Fernández quan tornava de Cuba l'any 1934. Es va inspirar de l'estil dels Almacenes El Encanto de l'Havana. Posteriorment va obrir més centres a les principals ciutats d'Espanya. El 1963 va adquirir Can Jorba de Barcelona, al Portal de l'Àngel, que va reobrir com a Jorba Preciados. El 1968 inaugurà el primer gran magatzem d'Espanya a la plaça madrilenya de Callao.
Després d'un agressiu pla de creixement, l'empresa es va endeutar i va passar el 1979 a les mans d'un dels seus creditors, el Banc Urquijo. El 1981 Galerías Preciados va formar part de Rumasa, que va adquirir el paquet d'accions del principal propietari i va controlar la companyia fins a la seva expropiació forçosa el 1983. Un any després va ser venuda al grup veneçolà Cisneros, que se la va adjudicar per prop de 1.000 milions de pessetes. El 1987, Cisneros va vendre l'empresa a un altre grup, el britànic Mountleigh, tot materialitzant abundants plusvàlues en l'operació en obtenir més de 40.000 milions de pessetes. El grup Mountleigh va posar Peter Carr al capdavant, i va renovar tant les botigues com la imatge corporativa de l'empresa. Tanmateix, els propietaris de Galerías van travessar una difícil situació interna que va afectar la companyia.
Després d'entrar en números vermells, Mountleigh va vendre la cadena el 1992 a un grup d'inversors espanyol, liderat pels empresaris Just López Tello i Fernando Sada, per 21.200 milions de pessetes. La companyia no va remuntar la situació i els deutes a curt termini van augmentar uns 62%, per això l'empresa va haver de declarar-se en suspensió de pagaments dos anys després, amb un deute de 28.000 milions.
El 1995 es va efectuar l'absorció de Galerías Preciados per part del Corte Inglés, que va remodelar i va mantenir els 22 establiments de què disposava llavors l'empresa absorbida. L'edifici original que va allotjar les Galerías, situat al carrer Preciados de Madrid, allotja des de 1993 un centre comercial de la cadena francesa Fnac. Encara que el Fons de Garantia Salarial va posar a subhasta el 2008 la denominació comercial per 300.000 euros, el concurs va quedar desert.
A Barcelona, a més de Can Jorba, Galerías Preciados també va incorporar l'any 1983 els antics magatzems de l'empresa americana Sears, situats a la Diagonal, a tocar de la plaça Francesc Macià.